# Hemerobius javanus
Hemerobius javanus är en insektsart som beskrevs av Krüger 1922. Hemerobius javanus ingår i släktet Hemerobius och familjen florsländor. Inga underarter finns listade i Catalogue of Life.